# 沖昌之
沖昌之（日语： Masayuki Oki，1978年1月3日—）是日本攝影師，以拍攝東京街貓的姿態而知名，曾推出多本街貓攝影集，於2015年至2019年間共拍攝了22萬張街貓照片。他在Instagram上擁有超過10萬名粉絲。

## 生平
神戶市須磨區出身。2008年移居東京。本擔任一家服裝公司的員工，2009年因工作需要開始接觸拍照，2014年開始拍貓，2015年4月辭職，轉而成為拍攝街貓的攝影師。

## 外部連結
- 沖昌之的Facebook專頁
- 沖昌之的X（前Twitter）
- 沖昌之的Instagram帳戶